# Finska mästerskapet i bandy 1981/1982
Finska mästerskapet i bandy 1981/1982 spelades som dubbelserie följd av slutspel. OLS vann mästerskapet.

## Mästerskapsserien

### Slutställning
| Lag                          | Spelade | Vinster | Oavgjorda | Förluster | Målskillnad | Poäng |
| ---------------------------- | ------- | ------- | --------- | --------- | ----------- | ----- |
| OLS                          | 18      | 15      | 1         | 2         | 111–50      | 31    |
| Borgå Akilles                | 18      | 13      | 1         | 4         | 89–47       | 27    |
| IFK Helsingfors              | 18      | 12      | 0         | 6         | 95–57       | 24    |
| OPS                          | 18      | 10      | 1         | 7         | 64–39       | 21    |
| Warkauden Pallo -35          | 18      | 10      | 1         | 7         | 70–57       | 21    |
| Veitsiluodon Vastus          | 18      | 6       | 2         | 10        | 58–71       | 14    |
| Lappeenrannan Veiterä        | 18      | 6       | 1         | 11        | 52–85       | 13    |
| Botnia-69                    | 18      | 6       | 1         | 11        | 52–87       | 13    |
| Mikkelin Kampparit           | 18      | 4       | 1         | 13        | 47–75       | 9     |
| Jyväskylän Seudun Palloseura | 18      | 3       | 1         | 14        | 39–109      | 7     |

JPS åkte ur direkt. Kampparit kvar efter kvalspel. Nykomling blev Keminmaan Pallo.

### Grundseriens skytteliga
| Placering | Spelare           | Lag     | Mål |
| --------- | ----------------- | ------- | --- |
| 1.        | Veikko Niemikorpi | HIFK    | 44  |
| 2.        | Matti Alatalo     | OLS     | 34  |
| 3.        | Pekka Vartiainen  | Akilles | 32  |
| 4.        | Seppo Laakkonen   | WP-35   | 29  |
| 5.        | Eero Hamari       | OLS     | 19  |
| 6.        | Kari Helin        | Akilles | 17  |

## Semifinaler
Semifinalerna avgjordes i dubbelmöten, och det sämst placerade laget fick spela första matchen på hemmaplan. Samma sak gällde finalen. Matchen om tredje pris bestod enbart av en match.
| Lag 1           | Resultat | Lag 2         | Match 1   | Match 2   |
| --------------- | -------- | ------------- | --------- | --------- |
| IFK Helsingfors | 12–9     | Borgå Akilles | 5–6 (4–3) | 7–3 (3–1) |
| OPS             | 4–8      | OLS           | 1–2 (0–0) | 3–6 (1–3) |

## Match om tredje pris
| Lag 1         | Resultat        | Lag 2 |
| ------------- | --------------- | ----- |
| Borgå Akilles | 4–3 förlängning | OPS   |

## Finaler
| Lag 1           | Resultat | Lag 2 | Match 1   | Match 2   |
| --------------- | -------- | ----- | --------- | --------- |
| IFK Helsingfors | 6–13     | OLS   | 3–6 (1–1) | 3–7 (0–5) |

## Slutställning
| Placering | Lag             |
| --------- | --------------- |
| 1.        | OLS             |
| 2.        | IFK Helsingfors |
| 3.        | Borgå Akilles   |
| 4.        | OPS             |

## Finska mästarna
OLS: Jussi Mäkelä, jukka Palinsaari, Jouni Taskila; Jari Huovinen, Kalevi Immonen, Pasi Kalliokoski, Tuomo Lämsä, Jari Löthman, Juha Niemikorpi, Timo Okkonen, Ari Rintala; Ilkka Alatalo, Matti Alatalo, Juha Krankkala, Kari Moilanen, Esa Määttä, Jukka Ohtonen; Asko Eskola, Eero Hamari, Risto Kontturi, Jari Loukkola, Jari Surakka. Tränare Reijo Karppinen.